# Teo Hernández
Teo Hernández (23 de diciembre de 1929, Ciudad Hidalgo, Michoacán - 22 de agosto de 1992, París, Francia) fue un director de cine, fotógrafo y escritor mexicano que, desde finales de la década de 1960 hasta su muerte en 1992, realizó más de 100 películas en super 8y fue una figura clave dentro del cine experimental en Francia, con obras como Salomé (1976) y Lacrima Christi (1978-79).
Su obra se enlaza con su vida personal, documentada a través de diarios, fotografías y películas. 

## Biografía
Teo Hernández pasó su infancia en México, y estudió Arquitectura en la Universidad Nacional Autónoma de México, donde fundó el Centro Experimental de Cinematografía (CEC) en 1959, la primera asociación para crear cine independiente en México.   
En 1960, el Instituto Francés de América Latina financió su primer proyecto, y 6 años después se trasladó a París, donde conoció a su pareja, el también artista y fotógrafo Michel Nedjar. Junto a Nedjar, viajó por Marruecos, donde filma la película Michel là-bas (1970), para después viajar por India, Nepal, Grecia, México y Guatemala.
En 1975, regresó a París y retomó sus proyectos de cine. En 1977, se unió al collecitf jeune cinema, y tres años más tarde participó en la fundación del colectivo MétroBarbèsRochechou Art con Gaël Badaud, Jacques Haubois, conocido como Jakobois, y Nedjar para crear películas en común.
En 1979, presentó su obra en la Cinématheque Française, y el Centro Pompidou realizó una retrospectiva sobre su obra en 1984.
Teo Hernández murió el 22 de agosto de 1992, por complicaciones derivadas del sida. Previo a su muerte, legó su obra cinematográfica y archivos personales a Nedjar, quien los donó al Centro Pompidou para su conservación y difusión,quien a su vez realizó un fondo a su nombre. Está enterrado en el Cementerio del Père Lachaise en París. 

## Filmografía
- 1968: 14, Bina Gardens
- 1969: Images du bord de la mer
- 1969: Un film provoqué par
- 1969: Stars of yesterday
- 1970: Pause
- 1970: Juanito
- 1970: Michel là-bas, coréalisé avec Michel Nedjar.
- 1976: Salomé
- 1977: Esmeralda
- 1977: Liberté Provisoire
- 1977: Cristo
- 1978: Corps Aboli
- 1978: Michel Nedjar
- 1978: Cristaux
- 1979: Tables d'Hiver
- 1979: Maya
- 1979: Lacrima Christi
- 1980: 'Graal
- 1980: Souvenirs/Paris
- 1980: La Vie brève de la flamme
- 1981: Sara
- 1981: Gong
- 1981: Chutes de Souvenirs Bourges
- 1981: Souvenirs/Florence
- 1981: Pascal
- 1981: Notre-Dame de Paris
- 1982: 4 à 4 Métro-barbès-rechechou-art, coréalisé avec Michel Nedjar, Gaël Badaud et Jakobois.
- 1983: Avant et après le dernier samedi d'avril
- 1983: Souvenirs/Rouen
- 1983: Trois gouttes de Mezcal dans une coupe de Champagne
- 1983: Sacré-Cœur
- 1983: L'eau de la Seine
- 1984: Fragments de l'Ange
- 1984: Chutes de Maya
- 1984: Squeezed Lemon at the blue bar
- 1984: Chutes de Lacrima Christi
- 1984: Mesures de miel et de la lait sauvage
- 1985: Midi
- 1986: Voir Vienne
- 1986: Cinq films d'août
- 1987: Bernardo Montet à Etretat
- 1987: Juste une promenade
- 1987: Pas de ciel
- 1987: Effeuiller l'Acanthe
- 1987: Promenades
- 1988: De l'Etoile au Louvre
- 1988: Le canotier
- 1988: Sol y Sombra
- 1989: Versailles
- 1989: Chutes de Versailles
- 1990: Au Mexique
- 1990: Le livre brûlé
- 1991: With Bernardo
- 1992: Tauride filage Angers
- 1992: Le feu
- 1992: Tauride A Chateauvallon 2